# Григор'єв Михайло Григорович
Григор'єв (Гутгарц) Михайло Григорович (1925—1979) — радянський і український кінорежисер, сценарист.
Народився в Одесі. В 1950 році у закінчив режисерський факультет Державного інституту театрального мистецтва в Москві і працював театральним режисером.
З 1956 року — режисер Центрального телебачення СРСР. Знімав комедійні, музичні та розважальні фільми. Як режисер і сценарист брав участь у створенні популярного кіножурналу «Фітіль».
Автор першого музичного фільму-ревю для кольорового ТБ («Червоне, синє, зелене», 1966). Його картини «Марк Твен проти…» і «Дуенья» (за участю блискучих акторів: Олега Табакова, Володимира Сошальського, Євгена Леонова, Ірини Муравйової, Володимира Зельдина та ін) користувалися успіхом у глядача і принесли популярність актрисі Тетяні Васильєвої.
У 1979 році на кіностудії ім. О. Довженка, у співавторстві з режисером В. Савельєвим, за власним сценарієм зняв двосерійний телефільм «Скарбничка» (за однойменним водевілем французького драматурга Ежена Лабіша), за участю популярних акторів кіно — М. Свєтіна, Л. Арініної, Р. Ткачука, З. Гердта, Л. Перфілова та ін. Картина вийшла на екран у 1980 році (після смерті М. Григор'єва).
Помер 7 вересня 1979 року в Києві.

## Фільмографія
Режисер
- 1959 — «Особливий підхід»
- 1963 — «Короткі історії» (3 с.)
- 1966 — «Червоне, синє, зелене»
- 1969 — «Вчора, сьогодні і завжди»
- 1972 — «Карнавал»
- 1973 — «Жили три холостяка»
- 1976 — «Марк Твен проти...»
- 1978 — «Дуенья»
- 1980 — «Скарбничка» (2 с., у співавт. з В. Савельєвим) та ін.

Сценарист
- 1969 — «Вчора, сьогодні і завжди»
- 1978 — «Дуенья»
- 1980 — «Скарбничка» (2 с.) та ін.